# Рурал-Гілл (Теннессі)
Рурал-Гілл (англ. Rural Hill) — переписна місцевість (CDP) в США, в окрузі Вілсон штату Теннессі. Населення — 2047 осіб (2020).

## Географія
Рурал-Гілл розташований за координатами 36°7′7″ пн. ш. 86°30′54″ зх. д. / 36.11861° пн. ш. 86.51500° зх. д. (36.118671, -86.514966).  За даними Бюро перепису населення США в 2010 році переписна місцевість мала площу 9,95 км², з яких 9,91 км² — суходіл та 0,04 км² — водойми. В 2017 році площа становила 10,51 км², з яких 10,48 км² — суходіл та 0,04 км² — водойми.

## Демографія
Згідно з переписом 2010 року, у переписній місцевості мешкало 2007 осіб у 732 домогосподарствах у складі 634 родин. Густота населення становила 202 особи/км².  Було 759 помешкань (76/км²).
Расовий склад населення:
| - 95,0 % — білих - 1,6 % — чорних або афроамериканців - 1,0 % — азіатів - 0,6 % — корінних американців |

До двох чи більше рас належало 1,7 %. Частка іспаномовних становила 1,8 % від усіх жителів.
За віковим діапазоном населення розподілялося таким чином: 21,0 % — особи молодші 18 років, 66,4 % — особи у віці 18—64 років, 12,6 % — особи у віці 65 років та старші. Медіана віку мешканця становила 47,0 року. На 100 осіб жіночої статі у переписній місцевості припадало 97,7 чоловіків;  на 100 жінок у віці від 18 років та старших — 97,9 чоловіків також старших 18 років.
Середній дохід на одне домашнє господарство  становив 90 322 долари США (медіана — 76 140), а середній дохід на одну сім'ю — 105 554 долари (медіана — 85 776). За межею бідності перебувало 3,2 % осіб, у тому числі 0,0 % дітей у віці до 18 років та 5,9 % осіб у віці 65 років та старших.
Цивільне працевлаштоване населення становило 980 осіб. Основні галузі зайнятості: освіта, охорона здоров'я та соціальна допомога — 21,0 %, фінанси, страхування та нерухомість — 17,4 %, роздрібна торгівля — 12,4 %, будівництво — 8,8 %.